# Уилям Пит-младши
Уилям Пит-младши е английски политик, най-младият министър-председател на Великобритания. Избран е на този пост на 24-годишна възраст, след като по-рано и баща му Уилям Пит-старши е бил министър-председател.
Уилям Пит е премиер на Кралство Великобритания от 1783 г. до 1801 г. и на Обединеното кралство от 1804 г. до смъртта си през 1806 г. Той е смятан за една от важните личности за укрепването на властта и правомощията на министър-председателя.
Роден е в Хейз, графство Кент, и е вторият син на Уилям Пит-старши, 1-ви граф на Чатъм.